# العادي (مكيراس)

تعديل مصدري - تعديل

العادي هي إحدى قرى عزلة مكيراس بمديرية مكيراس التابعة لمحافظة البيضاء، بلغ تعداد سكانها 407 نسمة حسب تعداد اليمن لعام 2004.